# 石川盛義
石川 盛義（いしかわ もりよし、生年不詳 - 文保2年8月2日（1318年8月28日））は、鎌倉時代の武将。大和源氏の流れを汲む陸奥石川氏11代目当主。石川元盛の長男。家光、家隆、光教、義尊、板橋光行らの父。従五位下信濃守、従四位下安芸守。夫人は北条経時の娘。
正和3年（1314年）10月、次男家隆、一族石川光助を引き連れて鎌倉を訪れ、将軍守邦親王に拝謁。上洛して盛義は従四位下大和守、光助は従五位下丹波守に任じられる。

## 系譜
```
石川盛義┳長女（早世）
　　　　┣家光（第12代当主）
　　　　┣家隆（従五位下山城守）
　　　　┣三男（早世）
　　　　┣光教（時光、第13代当主）
　　　　┣次女（
平田盛常
室）
　　　　┣義尊（源光山青龍寺八大院権大僧都法印）
　　　　┣板橋光行（一族の
板橋有好
嗣子）
　　　　┣三女（早世）
　　　　┗泉新九郎
　　　　　
```